# Connarus marlenei
Connarus marlenei é uma espécie  de planta com flor pertencente à família Connaraceae.
A autoridade científica da espécie é Forero, tendo sido publicada em Brittonia 32(1): 35–36, f. 2. 1980.

## Brasil
Esta espécie  é nativa e endémica do Brasil, podendo ser encontrad na Região Norte. Em termos fitogeográficos pode ser encontrada no domínio da Amazônia.
Não ocorrem táxons infra-específicos no Brasil.